# Rahimo Football Club
Actualités
Le Rahimo Football Club, plus couramment abrégé en Rahimo FC, est un club burkinabé de football fondé en 2012 par l'ancien footballeur Rahim Ouédraogo et basé dans la ville de Bobo-Dioulasso.

## Palmarès
| Compétitions nationales |
| --- |
| - Championnat du Burkina Faso (2) - Champion : 2018-19 et 2024-25. - Coupe du Burkina Faso (2) : - Vainqueur : 2019, 2025. - Finaliste : 2024. - Supercoupe du Burkina Faso (1) : - Vainqueur : 2020. - Finaliste : 2019. - Championnat du Burkina Faso de deuxième division (1) - Champion : 2015-2016 (Poule B). |

## Entraîneurs du club
- Thierry Mouyouma